# Hyposaurus
Hyposaurus es un género extinto de crocodilomorfo dirosáurido. Sus fósiles han sido encontrados en rocas que datan del Paleoceno de la Formación Maria Farinha en Pernambuco, Brasil y la Cuenca Iullemmeden en el África Occidental y estratos del Maastrichtiense (Cretácico Superior) en Nueva Jersey, Estados Unidos. Hyposaurus era un pariente cercano de Dyrosaurus. La especie tipo, H. rogersii, fue descrita en 1849 por Richard Owen sobre la base de fósiles del Cretácico Superior de América del Norte. Otra de las especies de este continente es H. natator, nombrada en 1925 por Troxell sobre la base de los restos descubiertos en Nueva Jersey y fechada en el Maastrichtiense. En 1886, Edward Drinker Cope describió la especie H. derbianus sobre la base de fósiles encontrados en Brasil. Cope argumentó que se derivan de los sedimentos del Cretácico de Pernambuco, pero no dio la ubicación exacta, por lo que es posible que se excavaron a partir de sedimentos de la formación Maria Farinha, que ahora se remonta al Paleoceno. En 1930, Swinton describió dos especies de los depósitos paleocenos de Nigeria —H. nopcsai y H. wilsoni—, clasificándolos en dos géneros, Sokotosaurus y Wurnosaurus, respectivamente. En 2007, ambos fueron considerados por Stéphane Jouve como géneros dudosos, indistinguibles unos de otros, así como las formas de América del Norte. Hyposaurus pertenece a la familia Dyrosauridae, y los análisis filogenéticos sugieren que es un representante relativamente avanzado de este clado.
Según Jouve, Bouyi y Amaghzaza (2005) la longitud del cuerpo adulto de Hyposaurus rogersii estaba entre 3 a 3,5 metros [7], y de acuerdo a Hastings et al. (2010) - 2,48 a 3,11 m.